# Пържени зелени домати
„Пържени зелени домати“ (на английски: Fried Green Tomatoes) е американска трагикомедия от 1991 г. на режисьора Джон Авнет, базиран на едноименния роман от Фани Флаг, която е съсценаристка с Карол Собиески, и участват Кати Бейтс, Джесика Тенди, Мери Стюарт Мастерсън, Мери-Луиз Паркър и Сисъли Тайсън.